# 2e Daalsebuurt en omgeving
De 2e Daalsebuurt en omgeving. genoemd, is een buurt in de wijk Noordwest in de stad Utrecht. De buurt telde in 2023 3.900 inwoners en is vernoemd naar de oudste weg tussen Amsterdam en Utrecht, die ter plaatse van de straat de 2e Daalsedijk door de buurt liep. Deze verbindingsweg, die rond het jaar 1200 werd aangelegd was eeuwenlang de belangrijkste weg naar Amsterdam, tot Napoleon de Amsterdamsestraatweg liet aanleggen in 1812. De Daalsedijk zelf (de 1e- en 2e Daalsedijk tezamen) ligt naast de oude loop van de nu meer oostelijk gelegen rivier de Vecht. De buurt maakt deel uit van de Bloemenbuurt, die ook de buurt Egelantierstraat, Mariëndaalstraat e.o. omvat en een gedeelte van de straten aan de overkant van de Amsterdamsestraatweg, tussen de Acaciastraat en de Schutstraat. De buurt is gelegen ten zuidwesten van de buurt Ondiep en wordt ingesloten door de spoorlijn Utrecht - Amsterdam, de spoorlijn Utrecht-Amersfoort en de Amsterdamsestraatweg.

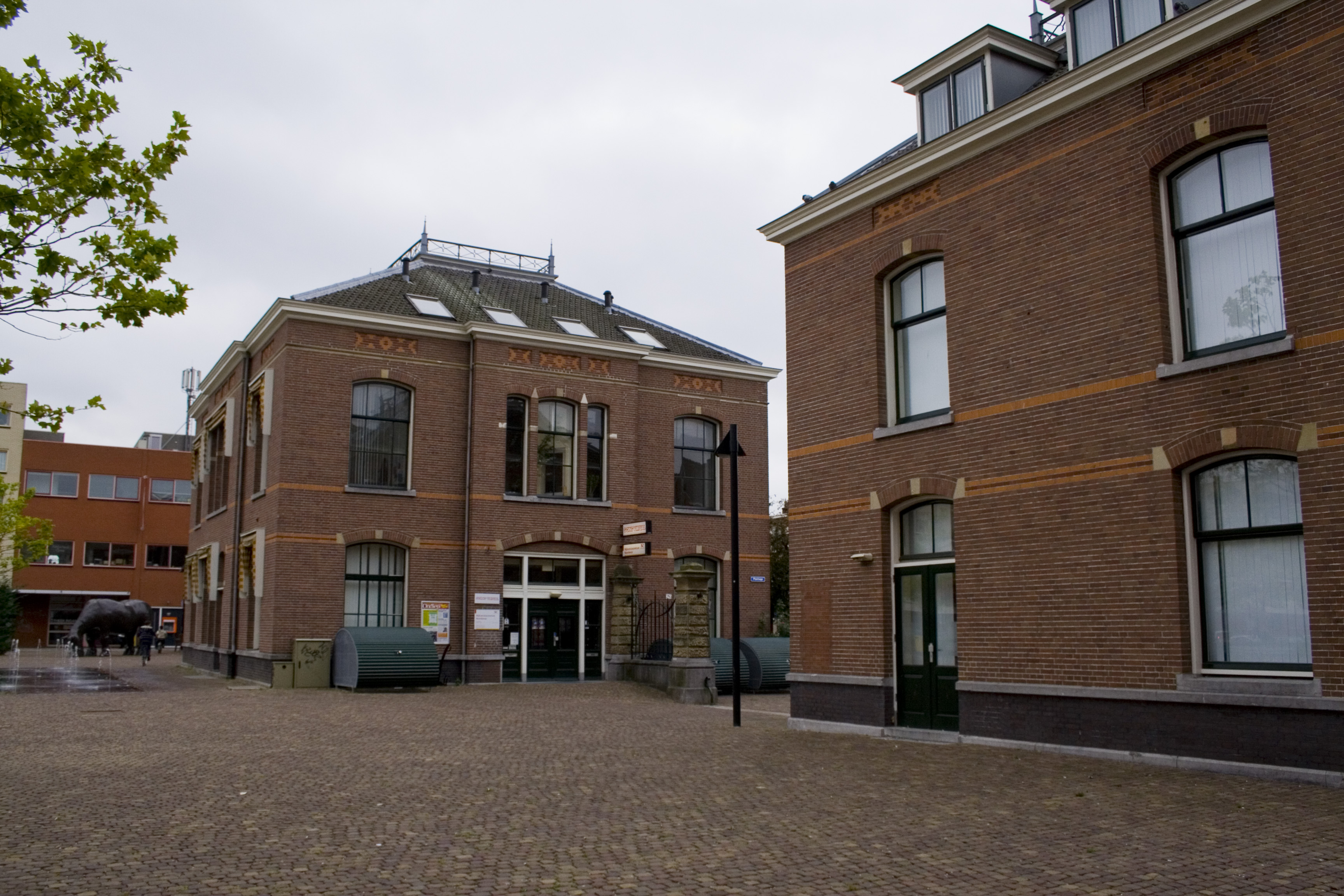
Zicht op de hoofdgebouwen van het gemeentelijke slachthuis vanaf het plein de Plantage.

De Daalsebuurt bestaat uit enkele straten met seriële arbeiderswoningen uit 1880 tot 1910 die haaks op de Amsterdamsestraatweg en de 2e Daalsedijk zijn gebouwd. In 1901 werd er, toen nog aan de rand van Utrecht, een gemeentelijk slachthuis gebouwd aan de Amsterdamsestraatweg. In 1991 is de locatie achter de drie hoofdgebouwen van het slachthuis omgebouwd tot een plein, winkelcentrum en een woningcomplex onder de naam de Plantage. Hoewel de buurt grenst aan Ondiep, een van de 40 probleemwijken, is er relatief weinig criminaliteit en overlast van hangjeugd.
De Daalsebuurt was een van de eerste uitbreidingen van de stad Utrecht sinds de middeleeuwen, naast Lombok, de Vogelenbuurt en Wittevrouwen. Bij deze uitbreidingen speelde private partijen een grote rol. De verschillende spoorwegmaatschappijen die zich vanaf 1860 ten zuiden van de Daalsedijk langs het spoor Utrecht-Amsterdam vestigden bouwden ten noorden hiervan rijtjeshuizen voor hun arbeiders. Een voorbeeld hiervan zijn de zogenaamde UBS-woningen, die zo bekend werden omdat ze in dezelfde tijd gebouwd zijn als het Station Utrecht Buurtstation (1905). Het gebied behield in de 20e eeuw zijn functie, nu als werkplaats voor de gezamenlijke Nederlandse Spoorwegen, waar onder andere werd gewerkt aan bovenleidingen. De grote fabrieken van Werkspoor lagen echter ongeveer een kilometer verderop, aan de Lage Weidseweg. Aan de 2e Daalsedijk bevindt zich thans nog het bureau gevonden voorwerpen van de Nederlandse Spoorwegen. De meeste industriële gebouwen aan de Daalsedijk zijn behouden gebleven en huisvesten tegenwoordig ondernemers of culturele organisaties. Vanaf 2019 wordt het NS-terrein in enkele fasen verbouwd tot een nieuwe auto-luwe woon-werk buurt onder de naam 'Wisselspoor'. 
2e Daalsebuurt en omgeving · de Driehoek · Egelantierstraat, Mariëndaalstraat e.o. · Elinkwijk en omgeving · Geuzenwijk · Julianapark en omgeving · Loevenhoutsedijk en omgeving ·  Ondiep · Prins Bernhardplein en omgeving · Queeckhovenplein en omgeving · Schaakbuurt · Zuilen-Noord